# Епархия Ямусукро
Епархия Ямусукро (лат. Dioecesis Yamussukroensis) — епархия Римско-Католической церкви с центром в городе Ямусукро, Кот-д’Ивуар. Епархия Ямусукро входит в митрополию Буаке. Кафедральным собором епархии Ямусукро является церковь святого Августина. В городе Ямусукро находится базилика Нотр-Дам-де-ла-Пэ, считающаяся самой большой церковью в мире.

## История
6 марта 1992 года Римский папа Иоанн Павел II выпустил буллу «Ad aptius prospiciendum», которой учредил епархию Ямусукро, выделив её из архиепархии Буаке. В этот же день епархия Ямусукро вошла в митрополию Абиджана.
19 декабря 1994 года епархия Ямусукро вошла в митрополию Буаке.

## Ординарии епархии
- епископ Бернар Агре (6.03.1992 — 19.12.1994 — назначен архиепископом Абиджана);
- епископ Paul-Siméon Ahouanan Djro O.F.M.[2] (6.12.1995 — 12.01.2006);
- епископ Joseph Akè (21.07.2006 — 22.11.2008 — назначен архиепископом Ганьоа);
- епископ Marcellin Yao Kouadio (1.07.2009 — 25.04.2018 — назначен епископом Далоа);
  - Sede vacante (2018—2022);
- епископ Joseph Kakou Aka (28.12.2022 — по настоящее время).

## Источник
- Annuario Pontificio, Libreria Editrice Vaticana, Città del Vaticano, 2003, ISBN 88-209-7422-3
- Булла Ad aptius prospiciendum (лат.)